# 金曜超テレビ宣言!
『金曜超テレビ宣言!』（きんようちょうテレビせんげん）は、1996年1月19日から同年3月22日までフジテレビ系列局（一部を除く）が編成していたフジテレビ製作の単発特別番組枠である。全10回。

## 概要
前番組『生さんま みんなでイイ気持ち!』が1クールで打ち切られたために急遽編成。本枠は、ビートたけしをスペシャルパネラーに起用したUFO特番などを放送していた。同年1月21日に横山やすしが死去した直後には、彼の緊急追悼特番を全国ネットでいち早く組み、本枠で一番の高視聴率を取った。
同年2月までは84分枠もしくは114分枠の不定枠であったが、『生さんま みんなでイイ気持ち!』に続いて金曜19:00枠の『恐怖の体重計』も春の改編まで持たずに終了したことから、3月中には114分枠で固定されていた。

## 編成時間
いずれも日本標準時、フジテレビでの編成時間。
- 金曜 19:30 - 20:54 または 金曜 19:00 - 20:54 （1996年1月12日 - 1996年2月23日）
- 金曜 19:00 - 20:54 （1996年3月1日 - 1996年3月22日）

フジテレビの金曜19時台前半はローカルセールス枠であったため、東海テレビのように金曜19:00枠の自社製作番組を優先して短縮編成する局もあった。

## 放送番組一覧
| 放送日         | 放送番組                                                                 | 主な出演者                                                                                                 | 備考                                                                        |
| -------------- | ------------------------------------------------------------------------ | --- | --------------------------------------------------------------------------- |
| 1996年 1月19日 | さんまのJリーグ超プレー大賞V スター選手勢揃い!! 爆笑超珍プレー超好プレー | 明石家さんま、中井美穂（当時：フジテレビアナウンサー）、井原正巳、前園真聖、城彰二、鈴木杏樹、ともさかりえ | 90分枠                                                                      |
| 1月26日        | 緊急特番！天才横山やすしの男一代記                                       | 西川きよし、横山やすし（VTRのみ）                                                                          | 120分枠。横山やすし追悼特番                                                 |
| 2月2日         | UFO墜落から48年 今世紀最大の衝撃映像 宇宙人は本当に解剖されていた!!      | ビートたけし、大島渚、伊集院光                                                                             | 120分枠。宇宙人解剖フィルムの日本初放送。                                   |
| 2月9日         | 志村けんのだいじょうぶだぁ こんなに見せていいの？スペシャル              | 志村けん、田代まさし、桑野信義、梅宮辰夫、柄本明、倍賞千恵子、石野真子、田中美佐子                         | 90分枠。傑作選。                                                            |
| 2月16日        | もう一度見たい懐かしのスター大全集                                       | 峰竜太、飯島愛、ジュディ・オング、林寛子                                                                   | 120分枠                                                                     |
| 2月23日        | スターが教える私の㊙ダイエット料理                                       | 夏樹陽子、相原勇、多岐川裕美、未唯、酒井和歌子、沢田亜矢子                                                 | 最後の90分枠                                                                |
| 3月1日         | あれから1年・帰ってきました…頑張れ！チビ玉三兄弟３                       | 若葉紫、若葉市之丞、若葉竜也、武田真治                                                                     | これ以後全て120分枠。大衆劇団「若葉劇団」のチビ玉三兄弟密着シリーズ第３弾。 |
| 3月8日         | 美女アナが行く超特選旅スペシャル!! 風まかせ・お色気漫遊記                | 中井美穂、中村江里子、近藤サト、西山喜久恵、木佐彩子、菊間千乃、大坪千夏（全て当時フジテレビアナウンサー） |                                                                             |
| 3月15日        | プロ野球珍プレー・好プレー '96開幕まで待てないスペシャル                 | 板東英二、島田紳助、井森美幸、古田敦也、みのもんた（ナレーター）                                           |                                                                             |
| 3月22日        | 春満開！志村けんのバカ殿様大傑作選                                       | 志村けん、田代まさし、桑野信義、柄本明、ダウンタウン                                                       | 傑作選。                                                                    |

（参考：『読売新聞 縮刷版』読売新聞社、1996年1月19日 - 同年3月22日付ラジオ・テレビ欄。）
| フジテレビ 金曜19:00枠                                           | フジテレビ 金曜19:00枠                                              | フジテレビ 金曜19:00枠 |
| 前番組                                                           | 番組名                                                              | 次番組 |
| ---------------------------------------------------------------- | ------------------------------------------------------------------- | --- |
| 恐怖の体重計 （1995年10月20日 - 1996年2月23日）                  | 金曜超テレビ宣言! （1996年3月1日 - 1996年3月22日） 【放送枠拡大分】 | いじわるばあさん（アニメ第2作） （1996年4月19日 - 1996年7月19日） ※19:00 - 19:29けんちゃんのオーマイゴッド （1996年4月19日 - 1996年9月20日） ※19:29 - 19:58 |
| フジテレビ 金曜19:30枠                                           |                                                                     | |
| 生さんま みんなでイイ気持ち! （1995年10月20日 - 1995年12月22日） | 金曜超テレビ宣言! （1996年1月12日 - 1996年3月22日）                 | けんちゃんのオーマイゴッド （1996年4月19日 - 1996年9月20日） ※19:29 - 19:58将太の寿司 （1996年4月19日 - 1996年9月20日） ※19:58 - 20:54                      |